# Biophytum abyssinicum
Biophytum abyssinicum är en harsyreväxtart som beskrevs av Ernst Gottlieb von Steudel och Achille Richard. Biophytum abyssinicum ingår i släktet Biophytum och familjen harsyreväxter. Inga underarter finns listade i Catalogue of Life.